# Markt 7 (Quedlinburg)

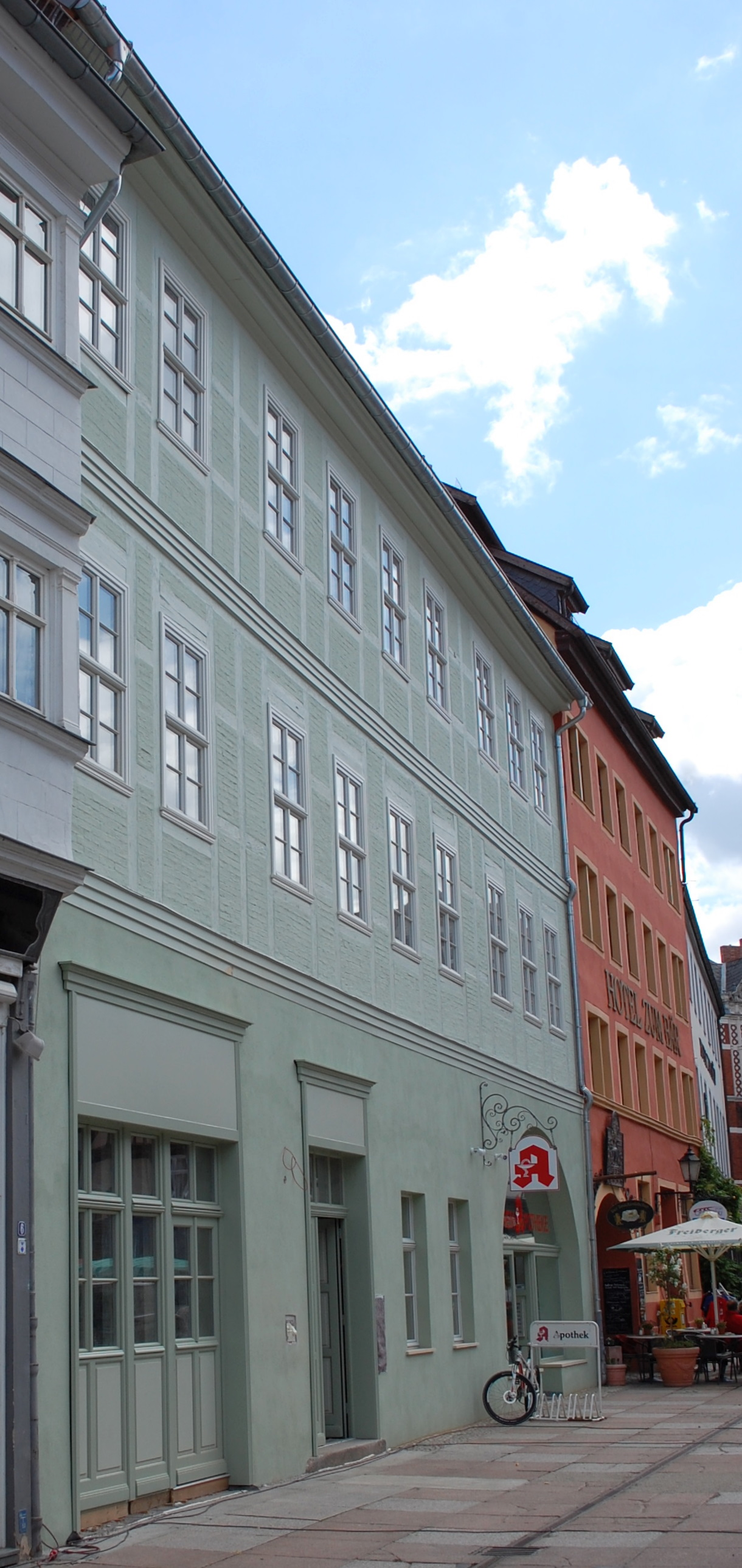
Haus Markt 7

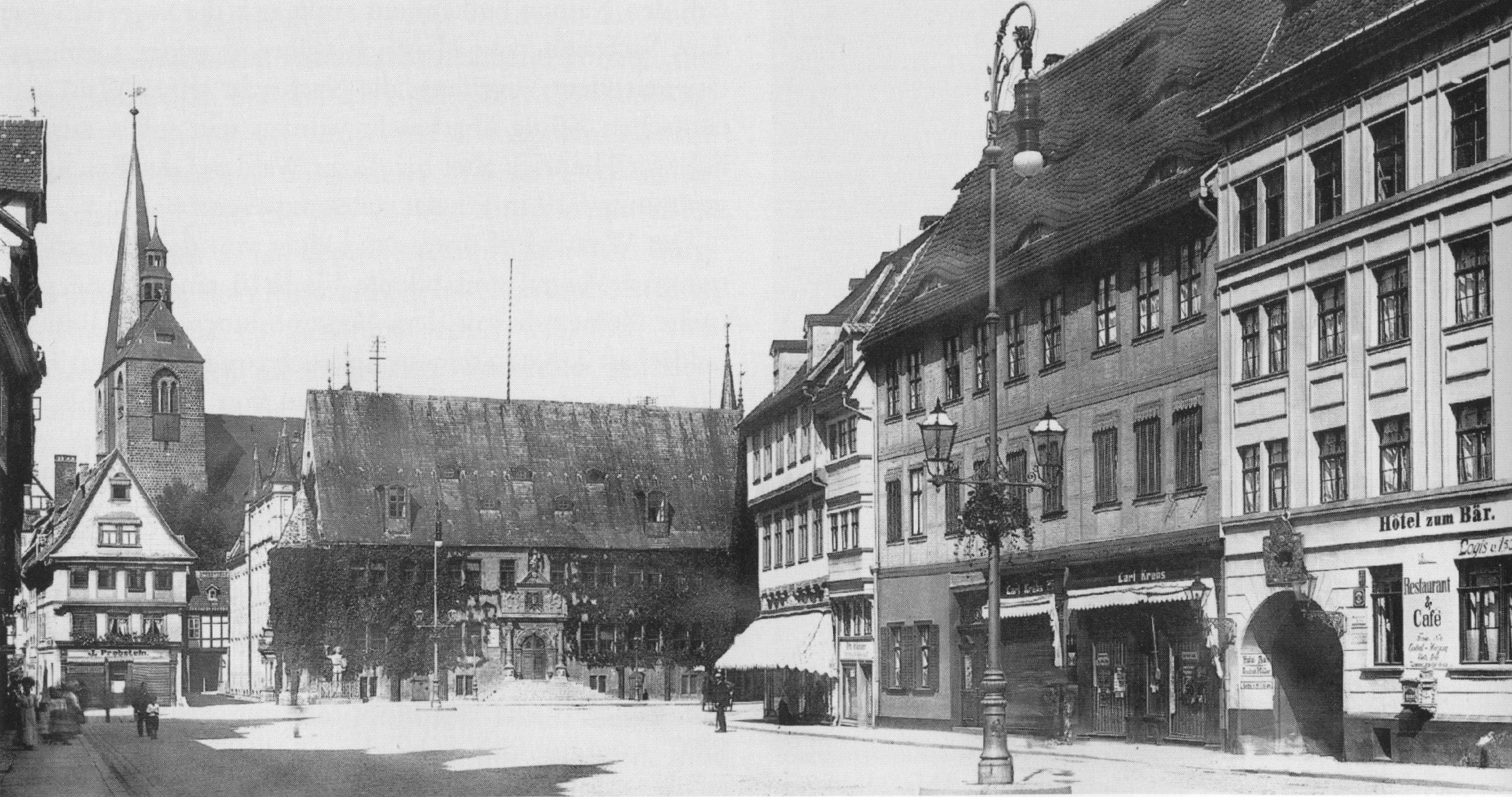
Markt kurz nach 1900, rechts das Haus Markt 7

Das Haus Markt 7 ist ein denkmalgeschütztes Gebäude in der Stadt Quedlinburg in Sachsen-Anhalt.

## Lage
Es befindet sich in markanter Lage an der Ostseite des Marktplatzes der Stadt und gehört zum UNESCO-Weltkulturerbe. Nördlich grenzt das gleichfalls denkmalgeschützte Haus Markt 6, südlich das Hotel Zum Bär an. Im Erdgeschoss des Hauses befindet sich die Sonnen-Apotheke.

## Architektur und Geschichte
Das im Quedlinburger Denkmalverzeichnis eingetragene Fachwerkhaus entstand in seiner heutigen klassizistischen Gestaltung in der ersten Hälfte des 19. Jahrhunderts. In seinem Kern besteht es jedoch aus zwei Häusern, die Anfang bzw. Mitte des 16. Jahrhunderts entstanden, deren Fassaden dann 1850 zu einer vereint wurden. In der südlichen Hälfte ist das Untergeschoss in massiver Bauweise ausgeführt. Es besteht eine Tordurchfahrt mit Gewölbe.
Ursprünglich gehörten zum Grundstück auch drei Speicher, zwei Scheunen, Ställe, Schuppen und zwei Brunnen.
Auf der Hofseite befindet sich südlich ein Fachwerkhaus aus dem 17. Jahrhundert, dessen Untergeschoss im Wesentlichen original erhalten ist. Das Obergeschoss wurde im 19. Jahrhundert erneuert. Bemerkenswert sind die im Inneren erhalten gebliebenen geschnitzten Brüstungen an der Treppe sowie Türen und Fenster aus der ersten Hälfte des 19. Jahrhunderts.
Der nördliche, ebenfalls in Fachwerkbauweise errichtete Hofflügel stammt aus dem 16. Jahrhundert.
In der Zeit der DDR war über längere Zeit ein Buchladen im Erdgeschoss untergebracht. In den 1970er Jahren erhielt das Dach Dachziegel aus Beton, ursprünglich vorhandene Fledermausgauben wurden entfernt. Dann stand das Gebäude über etwa zwei Jahrzehnte leer. Im November 2010 erwarb es ein örtlicher Apotheker. Ab Ende 2011 erfolgte eine umfangreiche Sanierung, bei der im Erdgeschoss eine Apotheke auf 170 m² eingerichtet wurde. Im ersten Obergeschoss sind Räume für Tagespflege und Wohnen vorgesehen. Im zweiten Obergeschoss ist eine Wohnung mit 145 m² Grundfläche geplant. Möglicherweise sollen die ursprünglichen Fledermausgauben wiederhergestellt werden. Ein Abschluss der Arbeiten ist für den 1. Januar 2013 vorgesehen.